# Hoochie Coochie Man
Hoochie Coochie Man (manchmal auch: I’m Your Hoochie Coochie Man) ist ein Bluesstandard, der von Willie Dixon geschrieben und zum ersten Mal 1954 von Muddy Waters aufgenommen wurde. Die Single erschien bei Chess Records.

## Allgemeines
Der Song war das erste erfolgreiche Stück Willie Dixons. Er sagte selbst dazu, dass er davor als Songwriter nicht besonders bekannt war, obwohl er schon viele Titel geschrieben hatte. Der Song erreichte Platz 8 der Billboard R&B-Charts.
Der Rolling Stone nahm ihn in die Liste der 500 Greatest Songs of All Time auf, und 1984 wurde der Song in die Hall of Fame der Blues Foundation aufgenommen. 1998 folgte die Aufnahme in die Grammy Hall of Fame.
Über die Bedeutung des Ausdrucks „Hoochie Coochie“ im Text gibt es verschiedene Meinungen. So könnte das Wort auf den Tanz hindeuten, der um 1870 in den USA aufkam und einen Vorläufer des Striptease darstellte.
Long John Baldry benannte 1964 seine Band Hoochie Coochie Men. Eine australische Bluesband mit demselben Namen wurde in den 2000er Jahren durch gemeinsame Auftritte mit Jon Lord bekannt.

## Besetzung
- Muddy Waters – Gesang, Gitarre
- Little Walter – Harmonika
- Otis Spann – Klavier
- Jimmy Rogers – Gitarre
- Willie Dixon – Bass
- Fred Below – Schlagzeug[4]

## Coverversionen (Auswahl)
| - Alexis Korner, R&B from the Marquee (1962) - Jimmy Smith, Got My Mojo Workin’ (1962) - Long John Baldry, Long John's Blues (1964) - Graham Bond Organisation, The Sound of '65 (1965) - Jimi Hendrix, BBC Sessions - Chuck Berry, Live at the Fillmore Auditorium (1967) - Steppenwolf, Steppenwolf (1968) - Willie Dixon, nahm seinen eigenen Song für I Am the Blues auf (1970) - Buddy Guy, Buddy and the Juniors (1970) - The Allman Brothers Band, Idlewild South (1970) | - Freddie King, Woman Across the River (1973) - John Mayall, Primal Solos (1977) - Eric Burdon, (1979) - Supertramp, Live ’88 (als I’m Your Hoochie Cooche Man; 1988) - Eric Clapton, From the Cradle (1994) - B. B. King, Original Blues Masters (1997) - Etta James, Life, Love & the Blues (als Hoochie Coochie Gal; 1998) - Climax Blues Band, Big Blues (The Songs of Willie Dixon) (2003) - Black Stone Cherry, live (2009) - Motörhead, Liveversion als B-Seite der Single Shine (1983) |